# Achille Rouga
Rachid Achille Rouga est un footballeur franco-béninois né le 10 juin 1987 à Parakou. Il est défenseur.

## Biographie
Il joue lors de la saison 2007-2008 avec la troisième équipe du Stade rennais en Division Supérieure Elite. Après son retour de la CAN 2008, il fait une demande au responsable du centre de formation du Stade rennais pour intégrer l'équipe réserve.
Il évolue par la suite au FC Flers et aux Pays-Bas, avant de rentrer dans son pays natal.

## Carrière
- 2002-2008 : Stade rennais ( France)
- 2008-2009 : FC Flers ( France)
- 2009-2010 : SC. Unitas'30 Etten-Leur ( Pays-Bas)
- 2010- : Avrankou omnisports FC ( Bénin)[1]

## Palmarès
- 5 sélections en équipe du Bénin depuis 2008